# Westdorf (Aschersleben)
Westdorf – dzielnica miasta Aschersleben w Niemczech, w kraju związkowym Saksonia-Anhalt, w powiecie Salzland.
Do 31 grudnia 2008 Westdorf było samodzielną gminą należącą do wspólnoty administracyjnej Aschersleben/Land.